# Ion Breazu
Ion Breazu (n. 4 aprilie 1901, Mihalț – d. 11 mai 1958, Cluj) a fost un istoric și critic literar român.

## Biografie
S-a născut în satul transilvănean Mihalț, în familia agricultorilor Victor și Floarea Breazu (n. Cernău). A urmat școala primară în satul natal, apoi studiile secundare la Blaj (1913-1919), finalizate la Orăștie, unde își dă și bacalaureatul (1920), și ulterior Facultatea de Litere și Filosofie a Universității din Cluj (1920-1924), obținând licența în limba și literatura română, secundar istorie (1924). I-a avut ca profesori în facultate pe Gheorghe Bogdan-Duică, Sextil Pușcariu, Nicolae Drăganu și Ioan Lupaș.
După absolvirea facultății lucrează ca redactor la săptămânalul clujean Societatea de mâine, arhivar suplinitor la Arhivele Statului din Cluj și profesor suplinitor (1924-1926). În anul 1926, la recomandarea profesorului Sextil Pușcariu, obține o bursă de doi ani (1926-1928) la Școala Română de la Fontenay-aux-Roses, de lângă Paris, condusă de Nicolae Iorga, unde studiază relațiile româno-franceze. Publică la Paris în 1928 studiul Edgar Quinet et les Roumains, care constituie debutul său editorial.
După revenirea în România este angajat la Muzeul Limbii Române din Cluj, sub conducerea lui Sextil Pușcariu, lucrând ca asistent la fonetică experimentală, șef al secției bibliografice și al bibliotecii, apoi administrator (1940-1945). În anul 1931 obține un doctorat magna cum laude, cu teza Edgar Quinet și românii, continuându-și în paralel cercetările cu privire la literatura transilvăneană și cercetările de literatură comparată. Studiul Michelet și românii (1935) este premiat de Academia Română în 1937, în urma raportului lui Nicolae Iorga. Este cooptat în învățământul universitar, fiind numit în 1943 conferențiar de istoria literaturii la Facultatea de Litere a Universității din Cluj-Sibiu, apoi promovat profesor al Universității din Cluj (1955-1958). Predă cursul de Istoria literaturii române moderne, în care prezintă circulația valorilor universale în spațiul cultural românesc din Transilvania. 
Ion Breazu a fost un militant activ pe plan cultural, îndeplinind în paralel și funcțiile de „secretar propagandist”, apoi de „secretar literar” al Astrei (1936-1945), fiind redactor responsabil al revistei Transilvania (1941-1945). Începând din 1951 a condus Secția de istorie literară și folclor a Filialei Cluj a Academiei Române și a fost redactor responsabil al Buletinului de studii și cercetări de istorie literară și folclor din Cluj. A decedat prematur în 1958, lăsând ca proiecte nerealizate o monografie amplă despre George Barițiu și editarea operelor complete ale lui Ioan Slavici.
Începând din septembrie 1996 școala gimnazială din satul natal Mihalț îi poartă numele.

## Activitatea publicistică
A colaborat în decursul timpului cu numeroase articole, studii, cronici și comentarii literare în revistele Societatea de mâine, Cosânzeana, Boabe de grâu, Revue de Transylvanie, Dacoromania, Gând românesc, Transilvania, Studii literare, Steaua, Tribuna ș.a., depunând un efort constant pentru valorizarea literaturii transilvănene din secolul al XIX-lea și începutul secolului al XX-lea. (Mircea Zaciu, în M. Zaciu, M. Papahagi și Aurel Sasu (ed.), Dicționarul scriitorilor români, Fundația Culturală Română, București, 1995).
Interesul său principal l-a constituit analizarea operei literare a lui Ioan Slavici, George Coșbuc, Liviu Rebreanu sau Ion Agârbiceanu. S-a preocupat de cercetarea modului de răspândire a valorilor universale la românii din Ardeal, elaborând volumele Timotei Cipariu și Italia (1943), Slavici și Confuciu (1948), Turgheniev la românii din Ardeal (1948), Schiller la românii din Transilvania (1955), Coșbuc și Longfellow (1957), Ecouri ovidiene în literatura română din Transilvania (1958). A analizat în volumul Literatura Transilvaniei (1944) schimburile de idei între Transilvania și celelalte provincii românești și pătrunderea valorilor moderne în literatura română din Ardeal.
Profesorul clujean Mircea Curticeanu i-a cercetat cu minuțiozitate biografia și bibliografia în anii regimului comunist, adunând în două tomuri (Ion Breazu, Studii de literatură română și comparată, vol. I-II, ediție îngrijită, bibliografie și indice de nume de Mircea Curticeanu, Editura Dacia, Cluj, 1970-1973, 575 și 463 pagini) o parte esențială a operei învățatului transilvănean, precum și un volum de corespondență între Ion Breazu și Lucian Blaga (De amicitia Lucian Blaga – Ion Breazu. Corespondență – Addenda: Ion Breazu – Note de jurnal. Carte gândită și alcătuită de Mircea Curticeanu, [Imprimeria „Ardealul”], Cluj-Napoca, 1995, 348 pagini).

## Opera
- Edgar Quinet et les Roumains, Datina Românească, Paris [Vălenii-de-Munte], 1928;
- Bibliografia periodicelor (1927-1928) (în colaborare), București, 1931;
- Viața literară românească în Ardealul de după Unire, Cluj, 1934;
- Michelet și românii. Studiu de literatură comparată, Universitatea „Regele Ferdinand I” Cluj, Biblioteca Dacoromaniei, nr. 9, 1935;
- Biobibliografia lui Gheorghe Bogdan Duică - Bio-bibliographie de Georges Bogdan Duică, ediție bilingvă (în colaborare cu I. Crăciun), Cluj, 1936;
- Literatura „Tribunei”, I Proza, București, 1936;
- La Littérature contemporaine en Roumanie, Cluj, 1936;
- Bibliografia publicațiilor (1933, 1934 și 1935) (în colaborare), București, 1938;
- Lupta românilor din Transilvania pentru limbă, Sibiu, 1943;
- Die neuere rumänische Literatur Siebenbürgens, București, 1943;
- Literatura Transilvaniei. Studii, articole, conferințe, București, 1944;
- Folklorul revistelor „Familia” și „Șezătoarea”, Sibiu, 1945;
- Curs de istoria literaturii române moderne (Eminescu și Caragiale), Cluj, 1950 (litografiat);
- Studii de literatură română și comparată, ediție îngrijită de Mircea Curticeanu, vol. I-II, Cluj, 1970-1973;
- De amicitia: Lucian Blaga – Ion Breazu. Corespondență, ediție îngrijită de Mircea Curticeanu, Cluj-Napoca, 1995.

### Antologii
- Povestitori ardeleni și bănățeni până la Unire, Cluj, 1937;
- Antologie română, în colaborare cu Sextil Pușcariu, Halle, 1938;
- Poezii patriotice, în colaborare cu Ion Chinezu, Cluj, 1938;
- Din viața satului transilvănean, Cluj, 1942;
- Mama, copilul și căminul familiar în poezia românească, Sibiu, 1943.